# Vargas Island
Vargas Island ist eine Insel vor der Westküste von Vancouver Island an der kanadischen Pazifikküste. Sie liegt nordwestlich von Tofino in der Region Clayoquot Sound. Dort wurde am 13. Juli 1995 ein Provinzpark, der Vargas Island Provincial Park, der ein Gebiet von 57,88 km² im Westteil von Vargas und auf Blunden Island sowie der kleinen Inselgruppe La Croix Group of Islands umfasst, eingerichtet. Außerdem ist die Insel Teil des Clayoquot Sound Biosphere Reserve, einem von der UNESCO anerkanntem Biosphärenreservat.
Die Insel gehört heute zum traditionellen Territorium der Ahousaht, einer der 15 Gruppen der Nuu-chah-nulth, die die Westküste Vancouver Islands bewohnen. Sie besitzen dort auch mehrere Reservate, von denen „YARKSIS No. 11“ das größte ist.
Die Insel wurde durch die verschiedenen europäischen Entdecker mehrfach benannt, umbenannt oder bestehende Namen aus einer Sprache falsch in andere übertragen. Ihren aktuellen Namen bekam sie durch den spanischen Entdecker Dionisio Alcalá Galiano (1762–1805), der die Region 1792 erkundete. Nach wem die Insel dabei benannt wurde, ist unbekannt. Aktuell werden „Diego de Vargas Zapata y Luján Ponce de León y Contreras“ (ein spanischer Vizegouverneur in der neuen Welt) und „José de Vargas Ponce“ (ein spanischer Marineoffizier) als mögliche Namensgeber favorisiert.

## Geschichte
Während der letzten Eiszeit, in Nordamerika Wisconsinian genannt, sank der Meeresspiegel um bis zu 150 m. Daher waren Teile des Festlandssockels, die heute unter Wasser liegen, von dichter Vegetation gekennzeichnet, deren Spuren sich nachweisen ließen. Unter den nachgewiesenen Baumarten finden sich Küsten-Kiefer (Pinus contorta) sowie Fichten, Hemlocktannen und Erlen dazu Farne, die sich auf 10.500 BP datieren ließen.
Zwischen 8000 und 7000 BP lag der Meeresspiegel in der Region etwa 3 m tiefer als heute, wie gleichfalls aus unterseeischen Baumstümpfen und Waldbodenspuren ermittelt werden konnte. Zwischen 6000 und 4800 BP kam es zu einem Stillstand dieser Bewegung. Danach sank der Meeresspiegel wieder zwischen 2700 und 2000 BP, wobei zwischen 4800 und 2700 sowie von der Zeitenwende bis heute große Wissenslücken bestehen. Diese Bewegungen entsprechen nicht denen des übrigen British Columbia, was auf lokale Hebungen und Senkungen am Rande der Amerikanischen Platte hindeutet.
Unter der Annahme, dass Menschen von Beringia im Norden aus über den Seeweg südwärts gezogen sind, ist anzunehmen, dass auch vor der Westküste Vancouver Islands Boote verkehrten. Die bisher ältesten Spuren fanden sich bei Namu im Norden der Provinz, dann in der Bear Cove im Norden von Vancouver Island. Seit wann Menschen auf Vargas lebten, ist nicht bekannt.
Händler, die im 18. Jahrhundert Opitsat ansteuern wollten, mussten Vargas passieren, das einerseits zum Gebiet der Ahousaht gehörte, die heute überwiegend auf Flores Island leben, andererseits zu dem der Kelsemaht. Erstere, genauer gesagt die zu den Ahousaht zählenden Manhousaht, lebten im Nordwesten von Vargas, letztere um Yahqsis (auch Yaksis oder y’aaqhsis) im Südosten.
Als die ersten Europäer Ende des 18. Jahrhunderts in die Region kamen, lebten die Ahousaht noch überwiegend auf dem Festland, in einem Gebiet namens Chetarpe und auf Vargas Island in Ahous Point. Ihr Häuptling war Cheaskinah, der sich mit Kapitän James Hanna 1785 anfreundete. Mit ihm tauschte er den Namen, so dass er auch als „Chief Hanna“ bekannt wurde. Ab 1824 zogen die Ahousaht nach Flores Island, wo sie den dortigen Otsosaht in einem 14-jährigen Krieg die Herrschaft entrissen.
Als die kanadische Regierung Indianerreservate einrichtete, wurde Vargas Island dennoch den Ahousaht zugewiesen.
1995 wurde der Provinzpark eingerichtet, wobei der Marmelalk eine bedeutende Rolle spielte. 2002 zeigte eine Studie, dass der seltene Vogel bei Vargas besonders häufig vorkam. Jedoch waren seine Bestände durch den starken Bootsverkehr durch Maurus Channel/Calmus Passage bedroht. Trotz der Insellage erreichen Raubtiere, wie Bären und Wölfe regelmäßig schwimmend die Insel. Vargas geriet 2011 in die Schlagzeilen, nachdem Wölfe einen Camper angegriffen hatten. Dabei stellte sich heraus, dass Touristen die Wölfe gefüttert und damit ihre natürliche Scheu vor Menschen vermindert hatten. Um die Wölfe nicht zu provozieren, ist nicht nur das Füttern verboten, sondern auch das Mitbringen von Hunden.